# Салча-Тудор
Салча-Тудор (рум. Salcia Tudor) — село у повіті Бреїла в Румунії. Входить до складу комуни Салча-Тудор.
Село розташоване на відстані 151 км на північний схід від Бухареста, 37 км на захід від Бреїли, 42 км на захід від Галаца.

## Населення
За даними перепису населення 2002 року у селі проживали 835 осіб, усі — румуни. Усі жителі села рідною мовою назвали румунську.